# 浜一中大福餅事件
浜一中大福餅事件（はまいちちゅうだいふくもちじけん）は、1936年（昭和11年）5月10日に静岡県立浜松第一中学校（現・静岡県立浜松北高等学校）で運動会の終了後に配布された大福を食べた生徒、教員、その家族らが、翌日以降に食中毒を発症し、多数の死傷者を出した事件。上記の学校名から浜松一中食中毒事件、浜松一中大福餅食中毒事件とも呼ばれる。

## 概要
1936年5月10日の運動会終了後、6個入りの大福が生徒や職員に配布された。配布翌日以降、大福を食べた者が食中毒を発症し、その数は『浜松市史』の記述では生徒883名(事件発生時の生徒数は約1000名)、生徒の家族1161名、職員21名、職員家族51名にも上り、そのうち生徒29名、生徒家族15名の合計44名が死亡した。
中毒の原因について、当初は製造元を解雇された人間の怨恨による毒物混入や緑青中毒、製造過程での過失といった言説が流れ怨恨説については、該当する人物が一時警察に検挙拘留されたが、被害者の中に近傍の浜松飛行第7連隊や高射砲第1連隊の関係者が含まれたことから、陸軍軍医学校が北野政次（当時二等軍医正）を派遣して調査し、市内の菓子店で製造された際に混入した「ゲルトネル氏腸炎菌（サルモネラ）」と発表した。菓子店は店内にネズミが横行するような劣悪な衛生環境だったとされるが、その混入経過の解明にまでは至らなかった。大福は白餡入りと黒餡入りが3個ずつ配布されたが、発症者はすべて黒餡入りを食べた者だったことから「黒餡の大福のみ目立たないという理由でネズミの糞を取り除かなかったのではないか」とする見解がある。
当時として空前の規模の食中毒被害であったため、広く報道されるとともに、県、市、地元医師会、陸軍軍医学校、日本赤十字社や第3師団の救護団、浜松衛戍病院などの機関が連携し「被害を最小限に食いとめることができた」と『浜松市史』には記されている。本事件は社会に食中毒の恐怖を認識させ、これ以来「大福餅事件を忘れるな」が合言葉となった。
事件後、校庭には慰霊碑が建立された。